# Placosternus erythropus
Placosternus erythropus là một loài bọ cánh cứng trong họ Cerambycidae.